# 마드리드 지하철 1호선

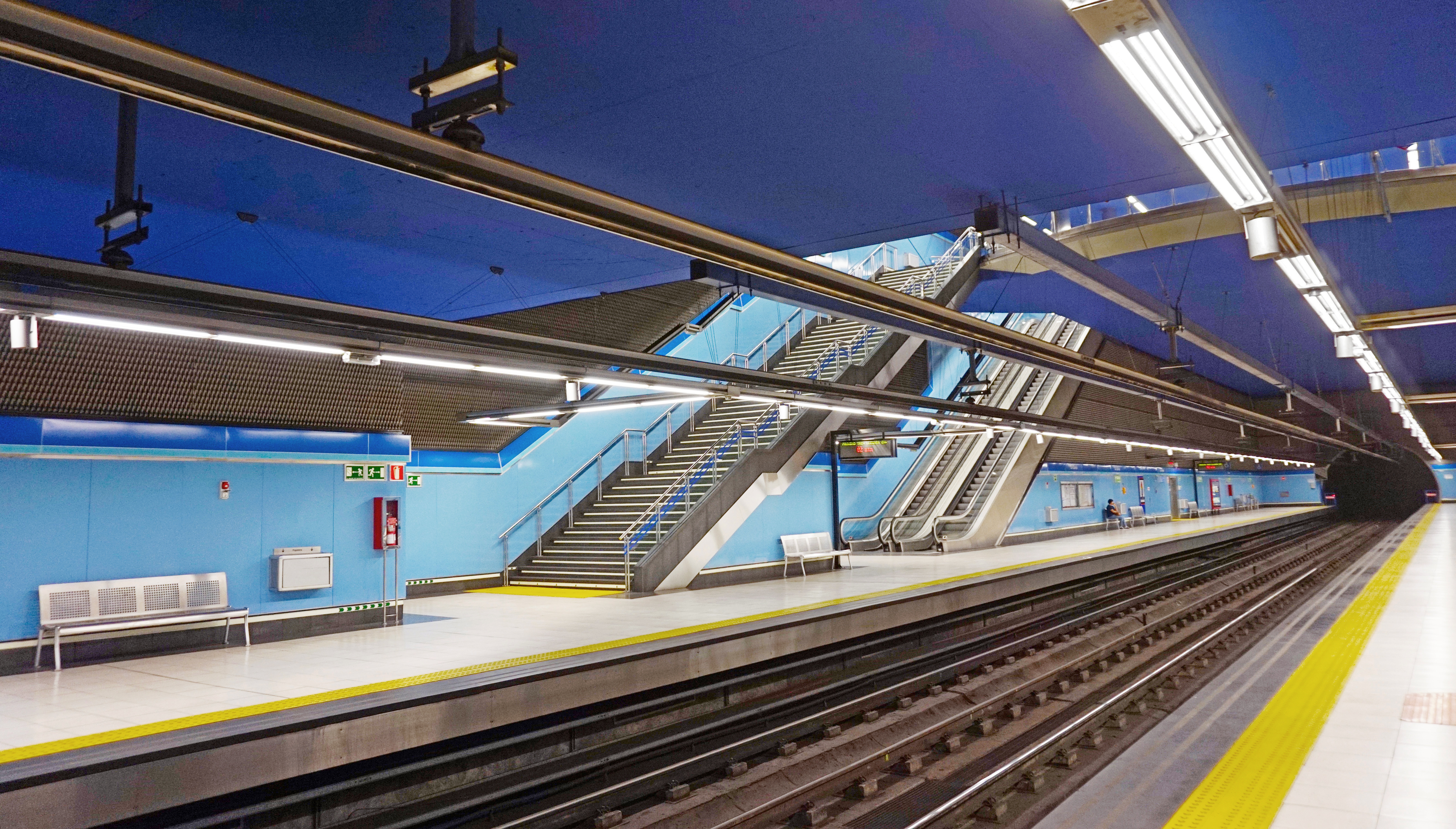
1호선의 라 그란비아 역

마드리드 지하철 1호선(linea 1)은 스페인 마드리드 지하철의 노선 중 하나로, 북쪽의 피나르 데 차마르틴 역에서부터 솔 역을 거쳐 동남쪽의 발데카로스 역까지 이어지는 노선이다. 현재 총 33개 역이 있으며 총연장 24km에 전 구간 지하노선이다. 노선 상징색은 하늘색이다.
1호선은 마드리드 지하철에서 가장 먼저 개통된 노선으로, 1919년 10월 17일 처음 개통되어 영업을 개시하였다. 당시 개통된 구간은 북쪽의 콰트로 카미노스 역에서 도심의 푸에르타 델 솔 역까지 총 8개 역에 달하는 짧은 구간이었지만 마드리드는 물론 스페인 최초의 지하철 노선이 되었다. 그 후 수차례 연장 개통을 거쳐왔으며, 가장 최근에는 2007년 피나르 데 차마르틴까지의 북쪽 구간, 발데카로스까지의 남쪽 구간이 연장 개통되었다.
1호선의 이용객수는 매달 7500만 명 규모로, 마드리드 지하철 6호선에 이어 두번째로 가장 많이 이용하는 노선이기도 하다.

## 역사
1호선은 1919년 10월 17일 마드리드 지하철 최초의 노선으로 개통되었다. 일반영업은 1919년 10월 31일에 개시하였다. 첫구간 개통 당시에는 콰트로 카미노스에서 솔까지 총 8개 역이 개통되었으며 솔 - 레드 데 산 루이스 (현 그란비아) - 오스피시오 (현 트리부날) - 빌바오 - 참베리 - 마르티네스 캄포스 (현 이글레시아) - 리오스 로사스 - 콰트로 카미노스로 이어지는 경로였다. 개통 2년 뒤인 1921년에는 솔 역에서 아토차 역까지 연장되었으며, 다시 2년 뒤인 1923년에는 푸엔테 데 바예카스 역까지 연장되었다. 개통 10년차인 1929년에는 콰트로 카미노스 역에서 테투안 역까지 연장되어 총 12개 역이 되었다.
전쟁을 거치고 한동안 계속해서 유지되던 노선형은 1961년 북쪽의 플라사 데 카스티야 역, 1962년 남쪽의 포르타스고 역이 개업하면서 남북으로 각각 연장됐다. 이후 이용객 규모가 증가함에 따라 6량 규모의 새 열차를 투입하기로 결정하고, 1964년부터 1호선 전 역의 승강장 길이를 60m에서 90m로 확장하는 공사를 2년간 진행하였다. 다만 이 과정에서 참베리 역은 역 구조 자체가 굽은 형태고, 바로 다음 역인 이글레시아 역과 인접해 있어 확장공사를 할 여건이 되지 않았기 때문에 폐쇄 결정이 내려지게 되었다. 그 후 수십년간 방치되던 참베리 역 승강장은 2008년 마드리드 지하철공사의 '0번 승강장' 프로젝트의 일환으로 대중에게 공개되었으며 1919년 당시의 마드리드 지하철역 모습을 보존한 역사적 공간 등으로 활용되었다.
이후로도 1호선은 확대 공사와 개통을 거듭했다. 1988년 아토차 역과 메네데스 펠라요 역 사이에 아토차 렌페 역이 새로 문을 열었다. 아토차 철도역이 새로이 문을 열면서 지하철-철도 간 환승 편의를 돕기 위함이었다. 1994년 4월 1일에는 포르타스고 역에서 미구엘 에르난데스 역까지 연장되었고 1999년 3월 4일에는 다시 콘고스토 역까지 연장되었다.
2007년 1호선 북쪽 연장구간이 두 단계에 걸쳐 개통되었다. 먼저 2007년 3월 30일 플라사 데 카스티야 역에서 차마르틴 역까지 개통되었다. 차마르틴 역에서는 10호선과 렌페 노선으로 환승할 수 있다. 역 윗층에는 10호선 승강장이, 아랫층에는 1호선과 차후 11호선이 들어올 승강장이 마련된 구조로 건설되었다. 2007년 4월 11일에는 피나르 데 차마르틴 역까지 다시 개통되었다. 이로써 4호선과 환승이 가능한 섬식 승강장 구조의 지하철역이 추가되었다. 2007년 5월 16일에는 남쪽으로 발데카로스 역까지 연장되었다. 또 같은해 여름에는 2000A 차량이 운행 투입되기 시작하였다.
2016년 7월 3일부터 10월까지는 대대적인 개편공사를 거쳤다. 33개 역 중 25개 역이 휴업에 들어갔으며 7000만 유로에 달하는 예산이 투입된 이 공사는 노선 체계를 현대화하고, 지하터널을 보수하며 전력 케이블을 교체하는 작업으로 구성되었다. 공사측은 휴업으로 불편이 예상되는 고객들을 위해 임시 버스노선을 편성해 운영한다는 방침을 내렸다.

## 환승 정보

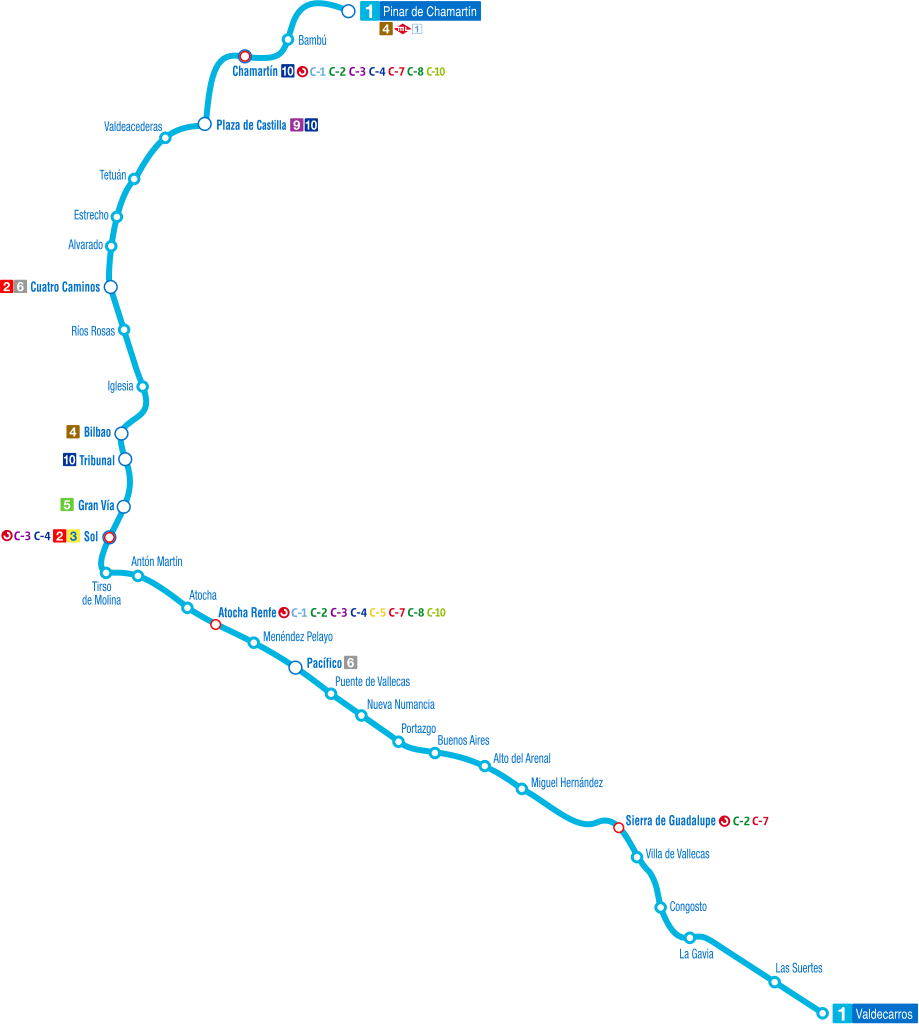
1호선 노선도

1호선이 지나가는 지역으로는 참베리와 테투안, 레티로와 푸엔테데바예카스와 비야데바예카스, 그리고 센트로 구역 일대가 있다. 1호선과 환승되는 노선은 다음과 같다.
- 2호선 - 콰트로 카미노스 역, 솔 역
- 3호선 - 솔 역
- 4호선 - 빌바오 역, 피나르 데 차마르틴 역
- 5호선 - 그란 비아 역
- 6호선 - 콰트로 카미노스 역, 파시피코 역
- 9호선 - 플라사 데 카스티야 역
- 10호선 - 차마르틴 역, 플라사 데 카스티야 역, 트리부날 역
- 경전철 1호선 - 피나르 데 차마르틴 역
- 세르카니아스 마드리드 - 차마르틴 역, 솔 역, 아토차 렌페 역, 시에라 데 과달루페 역

이밖에도 플라사 데 카스티야 역에서는 마드리드 시외버스 노선이 다니는 정류장이 있으며 피나르 데 차마르틴 역과 차마르틴 역에서도 일부 노선이 운행된다. 마드리드 지하철 7호선과는 지나치기는 하지만 직결되는 환승역은 존재하지 않는다.

## 같이 보기
- 마드리드 지하철